# Kanariefyr
Kanariefyr (Pinus canariensis) er et nåletræ af fyrreslægten. Træet er endemisk for de Kanariske Øer, der med subtropiske forhold uden hård frost giver gode vækstforhold for træet. Det er meget tolerant over for forskellige nedbørsmængder, som forekommer på øerne. 
Kanariefyr kan blive op til 30-45 m højt (i ekstreme tilfælde op til 60 m) og have en stammetykkelse på op til 1,5 m (i ekstreme tilfælde op til 2,5 m). Træets nåle er gul-grønne, 15-30 cm lange og sidder i grupper af tre sammen. Koglerne bliver 10-23 cm lange, er brune og blanke og kan forblive lukkede i adskillige år.
Kanariefyr i vildtvoksende form er på tilbagegang og findes først og fremmest på Tenerife og La Palma. Tømmeret fra træet er blandt de fineste fra fyrrene, da det er hårdt, stærkt og holdbart.
- Skov af Kanariefyr på La Palma i de Kanariske Øer
- Nærbillede af nåle
- Stamme
- Kogle
- Struktur af tømmer